# باندرا
باندرا (بالإنجليزية: Bandra)‏ هي ضاحية ساحلية تقع في مومباي، أكبر مدينة في قسم كونكان في ماهاراشترا، الهند. تقع المنطقة إلى الشمال مباشرة من نهر ميثي، الذي يفصل باندرا عن منطقة مدينة مومباي. إنها ثالث أكبر مركز تجاري في ولاية ماهاراشترا، بعد مدينة مومباي وبوني، ويساعدها في ذلك بشكل أساسي مجمع باندرا كورلا. 
قبل افتتاح محطة سكة حديد خار رود في 1 يوليو 1924، كانت باندرا منطقة أكبر وتضمنت حي خار الحالي.  كانت تعتبر ضاحية كبيرة جدًا بحيث لا يمكن خدمتها بمحطة سكة حديدية واحدة، وتم إنشاء محطة سكة حديدية لإعطاء الجزء الشمالي من باندرا إمكانية الوصول بشكل أقرب إلى خط السكك الحديدية الغربي. وقد أدى هذا في النهاية إلى اعتبار خار ضاحية منفصلة.  ومع ذلك، حتى يومنا هذا، لا تزال الضاحيتان المتجاورتان تشكلان منطقة واحدة متجانسة. هناك عدد من السكان البارزين في باندرا وهم من المشاهير أو كبار الشخصيات الذين ينشطون في بوليوود أو وسائل الإعلام أو لعبة الكريكيت أو السياسة.